# Aeropuerto Nacional Fausto Vega Santander
El Aeropuerto Nacional Fausto Vega Santander o Base Aeronaval de Tuxpan (Código OACI: MM31) es un aeropuerto militar ubicado en Tuxpan, Veracruz, México. 

## Información
El Aeropuerto de Tuxpan fue escala en la primera ruta comercial de Mexicana de Aviación (México-Tuxpan-Tampico), que también fue el primer vuelo de aviación comercial en todo Norteamérica pues fue esta ruta con la que la aerolínea realizaría su primer vuelo comercial en aeronaves Lincoln Standard L.S.5 “Tourabout”. El Aeropuerto de Tuxpan también fue escala del primer vuelo internacional de la aerolínea, el cual partía de Ciudad de México con destino a Brownsville, Texas, con escala en Tuxpan y Tampico respectivamente a través de aviones Ford Trimotor.
Durante la posguerra, el aeródromo fue bautizado así en honor al piloto beligerante de la Segunda Guerra Mundial nativo de la ciudad de Tuxpan Fausto Vega Santander. Actualmente es el principal centro de operaciones del Ala del Golfo de la Aviación Naval Mexicana y cuenta con una pista asfaltada sin iluminar con orientación 07/25 de 1,360 metros de largo y 28 metros de ancho además de rampas de viraje de concreto en ambas cabeceras y una plataforma de aviación que contempla hasta 20 espacios para aeronaves pequeñas. El aeropuerto es exclusivamente militar debido a la poca influencia comercial.

## Accidentes e incidentes
- El 16 de marzo de 2016 la aeronave Piper Seneca con matrícula XB-RAC procedente del Aeropuerto de Xalapa tuvo un fallo en el tren de aterrizaje, lo que provocó que aterrizara "de panza" en el Aeropuerto de Tuxpan, en la aeronave viajaban el líder de la Confederación Nacional Campesina "CNC" Rubén Cruz Sagastume; Carlos Hernández Garizurieta Secretario General de la sección 51 del Sindicato de Trabajadores Petroleros de la República Mexicana, el exalcalde del Tamiahua Gerardo Lara Careaga y la exagente del municipio de Alto Lucero Norma Cruz. Al lugar acudieron rápidamente elementos de marina para atender el siniestro. Ningún ocupante resultó lesionado.[6][7]